# Арсений (Денисов)
Епи́скоп Арсе́ний (в миру Леони́д Ива́нович Дени́сов; 11 (23) апреля 1866, Нижний Новгород — 1942, Московская область) — епископ Русской православной церкви, епископ Каширский, викарий Московской епархии. Духовный писатель, церковный историк, специалист в области церковной археологии и иконографии.

## Биография
Родился 11 апреля 1866 года в Москве от «свободного союза» московского врача из разночинцев и вольноотпущенной крестьянки Симбирской губернии, которая некоторое время служила актрисой Нижегородского драматического театра. Вскоре после рождения сына родители разошлись, и Леонид жил в Нижнем Новгороде с матерью и бабушкой.
Согласно его воспоминаниям, «За городом, на расстоянии 1,5-2 верст, стоял Печерский монастырь. Между монастырём и городом стояла каменная часовня (потом обращенная в Воздвиженскую церковь). Иногда мы собирались сюда гурьбой и возились до сумерек. Мы перебирались за ограду, на паперти устраивали себе алтарь, рядились в самодельные ризы (я бывал часто за попа), что-то пели, кадили из глиняных плошек, служили нечто среднее между обедней и молебном».

### Учёба
Основы грамотности перенял от ссыльного поляка по фамилии Козакевич, написавшего для мальчика русскую азбуку, по которой тот выучился читать и писать.
В 1875 году он поступил в Нижегородскую классическую гимназию: «Здесь я особенно предавался изучению древних языков (латинского и греческого). Воспитывался я на стипендию бывшего Нижегородского епископа Иеремии, жившего тогда в затворе в Благовещенском монастыре». С 15 лет, ещё будучи гимназистом, стал давать частные уроки.
После окончания гимназии уехал в 1884 году в Москву, где поступил филологический факультет Московского университета, где проучился 7 семестров. Подрабатывал репетиторством: «Иначе было буквально нечем жить». Как следует из написанного им собственноручно документа начала 1930-х годов: «Мой день разбивался на три части (почти ежедневно): 1) с 8 ч. до 3 ч. пополудни — на лекциях; 2) потом — на уроках; 3) с 8 ч. вечера — на занятиях ученых обществ. А ещё нужно осмыслить и впитать в себя лекции, прочесть нужную научную книгу (преимущественно, на иностранном языке), познакомиться со свежей книжкой „толстого“ журнала, пробежать наскоро одну-две газеты. <…> На сон почти не доставало времени. Прибавьте к этому хроническое недоедание, потерю времени в проезде или проходе с одного урока на другой». В итоге, проучившись проучился семь семестров, он оставляет учёбу в университете.

### Деятельность до принятия сана
После ухода из вуза остался в столице. Женился на Варваре Козловой, дочери известного московского иконописца Никиты Козлова.
26 февраля 1888 года в московской газете «Вестник» было напечатано его стихотворение «Я с детства видел горе…», положившее начало его литературной деятельности, которая стала до принятия им сана основным источником его дохода.
С того же времени состоял сотрудником «Московвских Церковных ведомостей», где было напечатано много его статей по религиозным вопросам и церковной археологии, а с 1901 года занимал должность секретаря редакции данного издания. Выпустил ряд брошюр, посвященных вопросам нравственности, воспитания детей, распространения грамотности в народе.
С 1896 года он состоял членом «Московского общества любителей духовного просвещения».
В 1900—1904 годы состоял секретарём Церковно-археологического отделения Московского общества любителей духовного просвещения. Выступал на его заседаниях с докладами по истории монастырей, икон. Регулярно печатал в Московских церковных ведомостях хронику заседаний отдела.
С 30 декабря 1903 года являлся членом комиссии по осмотру и изучению памятников церковной старины города Москвы и Московской епархии.
В 1904 году вышел фундаментальный труд в 700 страниц «Житие преподобного и богоносного отца нашего Серафима Саровского чудотворца». Во время революции 1905—1907 годов выпустил брошюру «В защиту самодержавия!» (М., 1905) Автор справочника «Православные монастыри Российской империи» (1908), где он поместил краткие сведения о 1105 монастырях Русской православной церкви. Справочник неоднократно переиздавался.

### Священнослужитель до революции
15 марта 1908 года умирает его жена Варвара, что Леонид тяжело переживал. Епископ Трифон (Туркестанов) посоветовал ему поступить в монастырь.
24 июня 1908 года принят в братство Московской Синодальной церкви Двенадцати апостолов и определён на годичное испытание, а 18 октября того же года в храме Двунадесяти Апостолов, что при Синодальной библиотеке в Кремле Синодальным ризничим архимандритом Гавриилом (Чепуром) пострижен в монашество с именем Арсений.
23 октября 1908 года епископом Серпуховским Анастасием (Грибановским) был рукоположен в сан иеродиакона, а 24 октября епископом Можайским Василием (Преображенским) — в сан иеромонаха.
25 октября 1908 года был назначен помощником синодального ризничего. На данной должности ему приходилось встречаться с русскими и иностранными учёными, посещавшими Кремль, изучать историю экспонатов ризницы, соответствующую терминологию, ремёсла, имеющие отношение к музейному делу.
С 25 ноября по 20 декабря 1908 года состоял гробовым иеромонахом при мощах святителя Филиппа Московского в Успенском соборе Кремля.
С 24 января 1909 года совершал богослужения в церкви в честь иконы Божией Матери «Всех скорбящих Радость» при приюте московского отделения Братства во имя Царицы Небесной.
В 1913 году участвовал в разработке повестки Всероссийского съезда музейных деятелей.
15 мая 1914 года в Успенском соборе Кремля епископом Дмитровским Трифоном (Туркестановым) возведён в сан игумена, на следующий день назначен Синодальным ризничим и настоятелем церкви 12 Апостолов, а 25 мая тем же иерархом возведён в сан архимандрита.
Одновременно в 1914—1917 годы преподавал французский язык в Московской духовной семинарии.
Восторженно принял Февральскую революцию. Был свидетелем обстрела большевиками Московского Кремля, произошедшего 27 октябре — 3 ноября 1917 года, в результате которого Патриаршая ризница была разрушена и серьёзно пострадал собор Двенадцати апостолов. Священный собор Православной Российской церкви, проходивший в те дни в Москве, предпринимал попытки заслушать на своих заседаниях архимандрита Арсения о том, что произошло с Патриаршим музеем в результате обстрела Кремля, однако бывший ризничий не откликнулся.

### Государственный служащий в первые годы после революции
С 23 декабря 1917 по июнь 1920 года — член Комиссии по охране памятников искусства и старины, которая подчинялась Наркомату государственных имуществ, а затем Наркомату просвещения. Был одним из двух её членов, представлявших духовенство, работал секретарём музейного отдела комиссии, занимался приёмом и охраной дворцового имущества и реставрацией Патриаршей ризницы.
С 16 сентября по 15 октября 1918 года — сотрудник Главного управления архивным делом. С 15 октября по 15 декабря 1918 года — и. о. архивариуса 2 отделения 4 секции Государственного Архивного фонда, заведующий архивом бывшей Московской духовной консистории.
С 16 декабря по 15 марта 1919 года — сотрудник отдела научных библиотек Наркомпроса, где собрал около 10000 книг, поступивших в Ленинскую библиотеку. Прочёл для сотрудников отдела лекцию по истории книгопечатания с демонстрацией старопечатных книг, гравюр, переплётов.
С марта 1919 по март 1920 года там же заведовал филологической библиотекой.
С 3 февраля по 15 августа 1920 года — учёный секретарь библиографического отдела Госиздата.
С 16 февраля 1920 по февраль 1921 года — секретарь Российской Центральной книжной палаты (первым по переводе её из Петрограда в Москву).
В конце декабря 1920 года избран членом Русского библиографического общества при Московском университете.
С 1 февраля по 14 июля 1921 года был заведующим Музеем книги (по истории книгопечатания, переплёта и иллюстраций) при той же палате. Собрано около 3000 книг, которые потом перешли в Ленинскую библиотеку.
В июле 1921 года вышел в отставку с государственной службы.

### Священнослужитель после революции
Числился настоятелем церкви 12 Апостолов и Синодальным ризничим до апреля 1918 года. С марта 1918 года был приписан к московскому Донскому монастырю.
30 июня (13 июля) 1920 года написал заявление в Московский епархиальный совет, в котором просил причислить его «в качестве духовного руководителя прихода к какой-либо церкви приходской в Москве, в районе моего жительства» и давал обязательство приложить «все старания направить на надлежащее духовное русло религиозную жизнь приходской общины».

Средствами для этой цели необходимыми считаю лекции для интеллигентных слоев населения на религиозные темы, богослужебные беседы для простецов, катехизические наставления для детей — все это в дни и часы по соглашению с приходским советом; устройство возможно торжественных богослужений в праздничные и воскресные дни, а также и в кануны их; проповеди морального характера за богослужением; общую исповедь в постоянно расширяющемся концентрическом круге, ответы на предлагаемые прихожанами вопросы; разного рода духовные и житейские советы и указания, даваемые по требованию обстоятельств по мере спайки с паствой. Официальным настоятелем с совершением обязательных седмичных треб и с определенным доходом или вознаграждением я не желал бы быть. Общее пение мне кажется очень важным, и я постарался бы его устроить, — но, к сожалению, сам руководить им не могу.
25 марта 1921 года стал настоятелем Знаменской церкви в Шереметевском переулке в Москве, почётным председателем церковно-приходского совета которой был его покровитель архиепископ Трифон (Туркестанов).
Уклонялся в обновленческий раскол. С. Н. Романова приводит выдержку из допроса бухгалтера Сергея Касаткина, который говорил: «являлся он обновленцем, я с ним по религиозным взглядам не сошёлся, так как он ругал патриарха Тихона, а также обновленца митрополита Введенского».
В июле 1923 года покинул должность настоятеля «потому, что не сошёлся с черносотенно настроенным церковным советом». 26 июня 1923 года Патриарх Тихон был освобождён из заключения, после чего началось массовое возвращение духовенства и приходов в Патриаршую церковь из обновленчества. По всей видимости, нежелание архимандрита Арсения признавать Патриарха Тихона и стало причиной конфликта с «черносотенно настроенным церковным советом».
После этого вплоть до октябрь 1927 года проживал в Москве и нигде официально не работал. Бедствовал. Жил в районе Зубовской площади, в поповском доме, где ютились и бедствовали такие же «бывшие», как и он. Спасло его заступничество архиепископа Трифона (Туркестанова), после обращения которого к Патриарху Московскому и всея России Тихону архимандриту Арсению было прощено его неповиновение священноначалию.
В 1925 году по рекомендации Патриаршего местоблюстителя митрополита Петра (Полянского) архимандрит Арсений ездил в Нижний Новгород с просьбой о рукоположении во епископа и назначении на одно из Нижегородских викариатств. В ходе завязавшейся в связи с этим переписки митрополит Нижегородский Сергий (Страгородский) писал митрополиту Петру (Полянскому) о возможном назначении архимандрита Арсения на Лукояновское или Сергачское викариатство, но дальше обсуждения дело тогда не пошло.
19 сентября (2 октября) 1927 года хиротонисан во епископа Ефремовского, викария Тульской епархии. Жил в Ефремове.
25 сентября 1929 года назначен епископом Марийским, викарием Нижегородской епархии. От назначения отказался и с 11 октября 1929 года пребывал за штатом. Согласно его автобиографии 1931 года: «С этого числа я ни разу не служил в церкви».
С 5 декабря 1929 года по 4 мая 1930 года проживал в Кашире безработным.
С 13 мая 1930 года, согласно его автобиографии 1931 года, проживал на станции Лосиноостровской Северных железных дорог в городе Лосиноостровске, без церковной должности.
Согласно данным митрополита Мануила (Лемешевского), с марта по декабрь 1931 года являлся епископом Каширским, викарием Московской епархии. Эти же данные воспроизведены в списке архиереев в девятом томе «Истории Русской церкви», составленном в Церковно-научном центре «Православная энциклопедия» и в статье о епископе Арсении в православной энциклопедии и в ряде других изданий. Однако документально эти сведения не подтверждаются.

### На гражданской работе
30 июня 1930 года вступил в договор с издательством «Академия», для которого перевёл с французского, испанского и латинского четырёхтомный труд Антонио Льоренте «Критическая история испанской инквизиции» по изданию 1818 года. В феврале 1932 года присоединил сюда добавление из вышедшей в 1928 года английской книги Саббатини.
22 марта 1931 года пишет заявление на имя председателя Постоянной комиссии по вопросам культов при Президиуме ВЦИК П. Г. Смидовича с просьбой помочь устроиться на службу, где указывал, что «несмотря на свои 65 лет, я совсем не потерял трудоспособности <…> Я хочу трудиться в условиях равноправного гражданства на пользу социалистического общества» и просил о восстановлении в правах «так как я до сих пор лишенец, в силу того, что был служителем культа, каковым не состою теперь, как видно из моего документа, с 27 июня 1930, а с 30 июня 1930 занимаюсь всецело литературной деятельностью».
С весны 1931 года занимался у В. Д. Бонч-Бруевича библиографической работой по религиозным движениям Востока, Запада и России (сектантству).
После кончины митрополита Трифона в 1934 года переселился в деревню, снимая угол у хозяйки.
С 25 апреля 1935 по 19 сентябрь 1938 жил на съёмной квартире в Талдоме, продолжая работать переводчиком с иностранных языков от издательства «Академия», после чего уехал в Москву.
Умер во время Великой Отечественной войны от голода в одной из подмосковных деревень. Точная дата неизвестна. Отпевали его заочно.

## Сочинения
- Историческое описание Николаевской Берлюковской пустыни — М., 1888;
- «Акафист св. мц. Вере, Надежде и Любови и матери их Софии». — СПб., 1893. М., 1992;
- История подлинного Нерукотворенного образа Спасителя. — М., 1894. СПб., 2000;
- Жизнь и страдания св. мц. Веры, Надежды, Любви и матери их Софии. — М., 1897;
- «Сыны Света». «Сборник церковно-исторических повестей из эпохи I—XI веков»: 1. Жертва Богу Живому. 2. В страну живых. 3. Утренняя звезда. 4. Под знаменем креста. 5. Фиалка. 6. Феникс Пустыни. 7. В чём счастье. 8. Тень ангела. 9. Луч Эдема. 10. Инок-белоризец. — Москва, 1898.
- «Покаяние воздыхания христианина пред исходом души из тела». — Москва, 1897.
- «Святые заступники и молитвенники наши пред Богом о здравии душевном и телесном и о благах небесных и земных». 52 кратких очерка житий святых, с приложением благочестивых размышлений и обращений к святым, с мольбой об избавлении от скорби и болезней душевных и телесных. По руководству Пролога, Четьи-Миней, творений свв. отцов Церкви и других агиографических источников и пособий. — Москва, 1898.
- О Христе, небесной жемчужине: Семь песнопений св. Ефрема Сирина : С изобр. св. Ефрема Сирина / С сиро-латин. изд. Стефана Ассемана и пер. и прим. доп. Леонид Денисов. — Москва : А. Д. Ступин, 1900
- «Новый женский скит в России». — Москва, 1900.
- «Молитва Господня „Отче наш“ на церковно-славянском и русском языках с объяснением». — Москва, 1900.
- «В страну живых». Повесть из жизни христиан 3-го века. — Москва, 1900.
- Каким требованиям должна удовлетворять православная икона? — М., 1901;
- «О памятных древней русской иконописи и Бирлюковской пустыни». (Реферат). — Москва, 1901.
- История Нерукотворного образа Спасителя. — М., 1901;
- «Как писать икону св. Мученика Трифона?». Реферат. — Москва, 1901.
- «Жизнь апостола любви св. Иоанна Богослова». — Москва, 1902.
- «Жизнь святого праведного Филарета Милостивого». — Москва, 1902.
- «Каким должен быть священник православной церкви при современных условиях русской жизни?» — Москва, 1902.
- «На каждый день изречения из Священного Писания в порядке церковных Евангельских чтений годичного круга». — Москва, 1902.
- «Памятная книжка православного христианина». — Москва, 1902.
- «Благоговейные мысли на каждый день года». — Москва, 1902.
- «Памятуйте, братия, о смертном часе, вечные муки грешников и блаженство праведников». — Москва, 1902.
- «Сказание о жизни преподобных Варлаама и Иоасафа царевича». — Москва, 1903.
- «Будьте сострадательны к животным. Назидательные примеры кроткого обхождения с животными». — Москва, 1903.
- Чудотворный образ Всемилостивого Спаса в часовне у Московского моста в Москве // Вера и церковь. — 1903, т. 1.
- Св. отрок — исповедник Потит (Память 1 июля) // «Русский Паломник» 1904. — № 27. — С. 460; № 28. — С. 477.
- «Житие, подвиги, чудеса, духовные наставления и открытие святых мощей преподобного и богоносного отца нашего Серафима, Саровского чудотворца». — Москва, 1904.
- «Покайтесь! О значении покаяния для христианина». — Москва, 1904.
- «О христианской кончине». — Москва, 1904.
- «Блаженны милостивые». Изъяснение Евангельской заповеди блаженства. — Москва, 1905.
- «О пользе и необходимости причащения Св. Таин Христовых». — Москва, 1905.
- «Призови Меня в день скорби. Я избавлю тебя!». Благочестивые мысли об утешении верой. — Москва, 1905.
- «Молитвенные воздыхания к Богу от лица страждущих с исповеданием о грехах». — Москва, 1906.
- Труд и праздность : (Евангельское решение социальной проблемы). — М. : Кн-во «Искра», 1906. — 13 стр.
- «Ежечастные молитвенные обращения кающегося грешника к предстательству Пресвятой Богородицы». — Москва, 1907.
- «Как проводит душа первые сорок дней по исходе из тела?». Учение Православной Церкви о мытарствах. — Москва, 1908.
- сост. Л. И. Денисов, д. чл. Моск. о-ва любителей духов. просвещения. Православные монастыри Российской империи: полный список всех 1105 ныне существующих в 75 губерниях и областях России (и 2 иностранных государствах) мужских и женских монастырей, архиерейских домов и женских общин: с кратким топографическим, историко-статистическим и археологическим описанием, библиографическими примечаниями, статистической таблицей и 4 алфавитными указателями: с указанием ближайших к монастырям почтовых и железнодорожных станций. — М.: издание А. Д. Ступина, 1908. — 984 с.,
- «Крестные страдания Спасителя и плач Пресвятой Богородицы у креста» Москва, 1908.
- Житие преподобного и богоносного отца нашего Серафима, саровского чудотворца. — М., 1908; репринт — М., 1997;
- «Жизнь и чудеса свв. бессребренников и чудотворцев Космы и Дамиана, иже от Асии». — Москва, 1909.
- Жизнь и страдания, и чудеса св. вел. муч. Пантелеймона, безмездного врача. — Москва, 1909.
- Жизнь Св. Великомуч. Варвары. — Москва, 1910.
- «Путь ко спасению». Общедоступные христианские беседы о приготовлении к жизни вечной. — Москва, 1911.
- «Сказание о заступлении Пресвятой Богородицы за обиженную мужем жену». — Москва, 1911.
- «Не призывайте всуе имени Божия». Из творений свв. отцов Церкви. Поучение о клятве и божбе. — Москва, 1912.
- «Райский цветок». Повесть из эпохи второго века христианства. — Москва, 1912.
- "Слово мирянина к мирянам в опровержение ложного сказания, известного под именем: «Сон Богородицы». — Москва, 1912.
- «Душеспасительные беседы о покаянии». — Москва, 1912.
- «Явления умерших живым из мира загробного». — Москва, 1913.
- «Жизнь и страдальческая кончина св. великомученика Евстафия-Плакиды, супруги его Феопистии и детей их Агапия и Феописта». — Москва, 1914.
- «Жизнь и страдания св. мученика Трифона и почитание его в России». — Москва, 1914.
- «Ад и Рай». «Свято-отеческое учение о вечных муках ада и о вечном блаженстве Рая». — Москва, 1914.
- «Жизнь в христианской семье». Рассказы об отношениях между мужем и женой, родителями и детьми, братьями и сестрами. — Москва, 1915.
- «Жизнь». Избранные письма, мысли и стихотворения Георгия, затворника Задонского Богородицкого монастыря. — Москва, 1915.
- «Небесные друзья трезвости». — Москва, 1915.
- «Неизбежный путь жизни христианина». Из творений св. отцов. — Москва, 1915.
- «Первые дни Февральской и Октябрьской революций 1917 года в Московском Кремле» // «Исторический архив». 1997. — № 3. — С. 64-77